# تری کارتر
تری کارتر (انگلیسی: Terry Carter؛ زادهٔ ۱۶ دسامبر ۱۹۲۸ – درگذشتهٔ ۲۳ آوریل ۲۰۲۴) بازیگر اهل ایالات متحده آمریکا بود. مادر او اهل جمهوری دومینیکن و پدرش تباری آرژانتینی و آفریقایی داشت و او در خانواده‌ای دوزبانه بزرگ شد.
از فیلم‌ها یا برنامه‌های تلویزیونی که وی در آن نقش داشته است، می‌توان به جاذبه، مک‌کلاود، بتل‌استار گالاکتیکا و همیلتون اشاره کرد.